# Världsarv i Finland
Finland ratificerade världsarvskonventionen den 4 mars 1987 och blev därmed det fjärde landet i Norden som ratificerade konventionen. 1990 lade Museiverket fram ett förslag på tänkbara världsarv i landet. Redan året därpå fick Finland sina första två världsarv, Gamla Raumo och Sveaborg. Sedan dess har antalet världsarv i Finland växt till sju. 1996 uppdaterades listan efter nordiskt samråd. Den uppdaterade listan presenterades i rapporten "Världsarv i Norden" (Nord 1996:30).

## De sju världsarven i Finland[2]
| År   | Bild                                                                       | Namn                                     | Landskap          | Typ (kriterier) | Beskrivning |
| ---- | -------------------------------------------------------------------------- | ---------------------------------------- | ----------------- | --------------- | --- |
| 1991 |                                                                            | Sveaborg                                 | Nyland            | K (iv)          | Sveaborg (på finska Suomenlinna eller tidigare Viapori) utanför Helsingfors i Finland är en av världens största sjöfästningar. På Sveaborg bor idag cirka 840 personer, medan fästningen besöktes av 678 000 turister år 2006, vilket ger en andra plats bland Helsingfors turistattraktioner. |
| 1991 |                                                                            | Gamla Raumo                              | Satakunda         | K (iv, v)       | Gamla Raumo är den finska staden Raumos stadskärna. Raumo är en av Finlands sex medeltida städer. Stadskärnan är en typisk nordisk trästad med enhetlig bevarad stadsbild. Den är omkring 0,3 km² och har omkring 600 byggnader och omkring 800 människor bor i området. |
| 1996 |                                                                            | Verla träsliperi och pappfabrik          | Kymmenedalen      | K (iv)          | Verla träsliperi och pappfabrik är en välbevarad nedlagd träindustri och ett världsarv på gränsen mellan kommunerna Jaala och Valkeala i Södra Finlands län. Fabriken grundades 1872 och stängdes slutligen 1964 sedan de sista arbetarna gått i pension. |
| 1996 |                                                                            | Bronsåldersgravrösena i Sammallahdenmäki | Satakunda         | K (iii, iv)     | Sammallahdenmäki består av totalt 33 gravrösen från bronsåldern (1500–500 f.Kr.), vid den tiden låg området vid kusten. Gravarna är gjorda i tre olika mönster, låga och runda smårösen, stora stackformade och runda ringformade rösen. En enda av gravarna är fyrkantig och kallas ”Kyrkgolvet” (finska: Kirkonlattia). |
| 1994 | Petäjävesi gamla kyrka                                                     | Petäjävesi gamla kyrka                   | Mellersta Finland | K (iv)          | Petäjävesi gamla kyrka är en träkyrka, byggd åren 1763-1764 av Petäjävesi bönehusförsamling i Jämsä socken i Tavastland. Den gamla kyrkan ligger en kilometer väster om den nuvarande kyrkbyn i Petäjävesi och är ett typiskt exempel på en arkitektonisk tradition, som är unik för östra Nordeuropa. Kyrkans byggmästare var Jacob Clementsson Leppänen. |
| 2005 |                                                                            | Struves meridianbåge                     | -flera-           | K (ii, iii, vi) | Struves meridianbåge (eller gradmätning) var den tyske astronomen Friedrich Georg Wilhelm von Struves projekt för att mäta upp jordklotets rundning. 6 av de 265 mätpunkterna nominerades 2004 av Finland till att bli uppsatta på Unescos världsarvslista. |
| 2006 | Naturstationen på Kummelskäret, en av Mickelsöarna som ingår i världsarvet | Höga kusten/Kvarkens skärgård            | Österbotten       | N (viii)        | Kvarkens skärgård utgör den finländska delen av världsarvet Höga Kusten/Kvarkens skärgård och ligger söder om Bottenviken och utgör det smalaste området mellan Sverige och Finland. Höga Kusten infogades på Unescos världsarvslista år 2000. Området utvidgades med Kvarkens skärgård år 2006 och utgör nu ett gränsöverskridande världsarv. Kvarken är tillsammans med Höga Kusten, dess svenska motsvarighet på västra sidan av Bottniska viken, nyckelområden för att förstå de processer som är kopplade till jordskorpans respons på inlandsisens avsmältning. |

## Förslag till världsarv
Finland har även tagit fram en lista på förslag till världsarv, det vill säga objekt som man planerar nominera till världsarv, på engelska kallad "tentative list". Följande objekt är eller har varit upptagna på denna lista:
| Uppsatt    | Typ | Namn                                                  | Anmärkning |
| ---------- | --- | ----------------------------------------------------- | --- |
| 1990       | K   | Ristningarna på ön Gäddtarmen                         | Struket från listan vid uppdateringen 28 januari 2021. |
| 1990       | K   | Den stora stenåldersruinen Kastelli i Pattijoki       | Struket från listan vid uppdateringen 28 januari 2021. |
| 1990       | K   | Astuvansalmi hällmålningar i Kristina kommun          | Struket från listan vid uppdateringen 28 januari 2021. |
| 1990       | K   | Samernas heliga plats i Enare för dyrkan av Ukonsaari | Struket från listan vid uppdateringen 28 januari 2021. |
| 2004       | K   | Pemars sanatorium                                     | Struket som ett eget objekt, men ingår sedan 2021 i det tentativa världsarvet Alvar Aaltos arkitektoniska verk. |
| 2004       | N   | Sjösystemet Saimen-Pielisjärvi                        | Struket från listan vid uppdateringen 28 januari 2021. |
| 2021-01-28 | K   | Alvar Aaltos arkitektoniska verk                      | Består av ett urval av byggnadsverk som företräder Alvar Aaltos moderna, humana arkitektur; hans ateljé och hem (Studio Aalto och Villa Aalto) och sommarhus Experimenthuset i Muuratsalo, samt Finlandiahuset, Folkpensionsanstaltens huvudkontor i Helsingfors, Kulturhuset i Helsingfors, Jyväskylä universitets campus, Pemars sanatorium, Seinäjokis kommuncentrum, Säynätsalos kommunhus, Villa Mairea, De tre korsens kyrka (Vuoksenniska kyrka) i Imatra och bostäder för Sunila cellulosafabriks personal i Kotka (Sunila bostadsområde).       |
| 2021-01-28 | N   | Skärgårdsområden i Saimen där saimenvikaren lever     | Sjön Saimen är den enda livsmiljön för den i Finland endemiska Saimenvikaren. Denna landlåsta och hotade underart av vikarsäl har uppkommit genom de geologiska processerna efter den senaste istiden (landhöjning) och är mitt i sin utvecklingsprocess. Den är ett exempel på anpassning till en ny typ av livsmiljö och intressant ur både biologiska, vetenskapliga och historiska perspektiv och som en symbol för naturskydd i Finland. Sjön Saimen representerar därtill ett unikt sötvattensekosystem som ger livsmiljöer för flera reliktarter. |